# Саламандра червононога
Саламандра червононога (Plethodon shermani) — вид земноводних з роду Лісова саламандра родини Безлегеневі саламандри.

## Опис
Загальна довжина становить 8,5—18,5 см. Голова середнього розміру. Очі опуклі. тулуб стрункий, кремезний. Має 10—12 реберних борозен. Кінцівки довгі, добре розвинені. Хвіст довгий, звужується на кінці. Забарвлення чорного кольору, кінцівки мають червоний, інколи помаранчевий колір. Звідси й походить назва цієї амфібії.

## Спосіб життя
Полюбляє ліси помірного поясу. Зустрічається на висоті 853–1494 м над рівнем моря. активна вночі. Живиться мурахами, личинками лускокрилих, двокрилих, кільчастими хробаками, іншими безхребетними.
Період розмноження триває з середини липня до початку жовтня. Самиця відкладає яйця в глибокі нори.

## Розповсюдження
Мешкає у штатах Північна Кароліна та Теннессі (США).